# 郭贵妃 (明朝)
郭贵妃（1390年代初—1425年），中國古代明朝皇族女性，明仁宗的贵妃。明朝开国功臣之一郭英庶子郭铭之女。有弟郭琮、郭玹，有妹为汉王朱高煦妾。

## 早年
郭贵妃的祖父是明朝开国功臣郭英。郭英元配马氏无子，有庶子十二人。妾何氏生庶长子郭镇，尚明太祖之女永嘉公主。妾严氏生庶次子郭铭，即是郭贵妃的父亲。郭铭妻子徐氏是徐成之女，徐达堂姐妹。徐氏是郭氏的生母或嫡母，无从得知。父亲郭铭在建文四年（1402年），于泗州死于“国事”。当代研究者朱忠文认为郭铭是在主帅不战而降的情况下为建文帝自杀尽忠:57。父亲早逝后，母亲（或嫡母）徐氏守寡抚养子女。郭氏是长女，除徐氏所生的弟弟郭琮（生于1393年）、郭玹（生于1395年）。从第一个弟郭琮生年推测，郭氏生年当在1390年代初。此外，有一妹:58。
明仁宗朱高熾为太子时，郭氏已成为他的妾室。《毓庆勋懿集·卷一》收集了郭氏书信十封。其中，永乐八年八月二十四日郭氏给祖母严氏的信中，有“自奉别慈颜，逾夏经秋”一句。当代学者据此推测郭氏大概是在永乐五年、六年被选入宫中:58。郭氏为太子朱高熾生有三子。永乐七年（1409年），郭氏生第八子朱瞻垲。永乐九年（1411年），郭氏生第九子朱瞻垍。永乐十五年（1417年），郭氏生第十子朱瞻埏。
《明太宗实录》永乐九年的记录中，称她为皇太子庶妃，其妹为汉王庶妃。未知是否是指次妃。由于郭氏姐妹的母亲（或嫡母）徐氏与皇太子、汉王的母亲徐皇后为堂姑侄。故有研究者推测郭氏姐妹婚姻或为徐氏和徐皇后共同推动促成:58。其弟郭琮、郭玹除因“世勋子”受封外，皆“以亲俱食禄不任事”。

## 贵妃时期
永乐二十二年（1424年），丈夫朱高熾即位。冬十月己酉，册封皇后和妃嫔。所以，大臣陳懋、楊士奇持节册封郭氏为贵妃，册文曰：
|  | 朕惟卯国之治实始于家齐，化理之基必资乎内德，兹缵承于大统，肇建立于中宫，茂简赞辅之贤，爰进褒崇之命。咨尔郭氏，毓自勋阀，选嫔春宫，柔顺靖恭，齐庄静一，进退谨珩璜之节，雍容著诗礼之华，比德古先，尔有葛覃勤俭之美，致恭夙夜，予有鸡鸣儆戒之资。宜升褕翟之荣，以冠轩龙之贰。特封尔为贵妃。于戏，统四海而先内治，益隆辅佐之诚，率九御以副母仪，尚伫徽猷之懋。惟谨以育德，惟善以裕躬，惟顺以协睦宗姻，惟敬以相承禋祀。永绥宠禄，光我训词。钦哉。 |

册封皇后和妃嫔后的次月（永乐二十二年十一月），张皇后家族和郭贵妃家族同样因“戚恩”之故受到封赏。张皇后逝世的父亲张麒追封为彭城侯，兄弟为伯爵。同月，明仁宗下旨追封郭贵妃逝世的父亲郭铭为武定侯，在郭贵妃大弟郭琮逝世、无子:58的情况下，令次弟郭玹袭武定侯。身为妾室的祖母严氏愉制封营国公夫人，母徐氏封太夫人。当代研究者认为，郭贵妃兄弟爵位（侯爵）高于张皇后兄弟爵位（伯爵），是因为出身外戚的张氏家族和出身“勋旧”的郭氏家族之间“本来的门第差别”:58。而武定候爵位“本在永乐间以事停袭”。此时，郭铭一房越过长子郭镇一房袭爵，《明实录》记载、郭良上奏，是因郭贵妃的缘故。郭镇与郭鸣两房在此后百多年，围绕着武定侯爵位开展争斗。其弟郭玹请楊榮撰写祖父郭英神道碑时，甚至将拒绝将伯父郭镇与永嘉公主之子郭珍的名字记录在内。当代研究者黄阿明认为，因郭贵妃之故，使其弟郭玹获得武定侯爵位的说法实是“惯性思维的影响”。黄阿明指郭玹获封武定侯，实因郭贵妃带来的“戚恩”之故。若明仁宗另拟新爵号，则不会有家族争夺爵位的纷争:59—61。
郭贵妃恃宠而骄，身为郭贵妃之妹的汉王朱高煦之妾郭氏同样有不敬汉王妃的记录。郭贵妃授意对亲祖母严氏优待，使仅为郭英妾室的严氏获封“营国公夫人”，郭贵妃与家人书信中甚至提及严氏对郭镇之妻永嘉公主不敬， 见《郭贵妃家书》，“近闻祖母起居失和，冒犯主颜......”。

## 被殉葬
洪熙元年（1425年），丈夫明仁宗去世。明初制度，皇帝去世以后宫嫔妃殉葬，此次共殉葬5人，郭氏第一个被殉葬。谥号“恭肃”。郭貴妃家世顯赫，十分受寵，在仁宗後宮地位僅次於張皇后，又生下三個兒子都封親王（滕懷王、梁莊王、衛恭王），照例不當殉；家世與她相近，地位不及她又無子的張敬妃都以勳舊之女特恩免殉，何況同樣是勳舊家出身又有三個兒子的郭貴妃？相關史書對詳細原因也未交代清楚。《万历野获编》质疑是“岂衔上恩，自裁以从天上耶？”真實原因認為可能郭妃在仁宗生前不見容於仁宗正妻張皇后，在仁宗死後，身為皇太后的張氏逼郭妃殉喪也是有可能的。
而在明代野史中，對郭貴妃的殉葬原因另有不同的說法，於祝枝山所著的《野記》記載張皇后生日時，郭妃邀請張皇后至其宮殿中慶祝壽辰，仁宗也陪同皇后前往，郭妃獻酒給皇后，張皇后接過酒杯卻不喝。看到皇后的反應，仁宗不開心地向皇后說道：「爾又為疑乎？」仁宗說罷拿過酒杯，將酒一飲而盡，郭妃見此大驚失色，想阻止但已來不及了，不久後仁宗便去世了，郭妃亦自盡而死。

## 參考資料

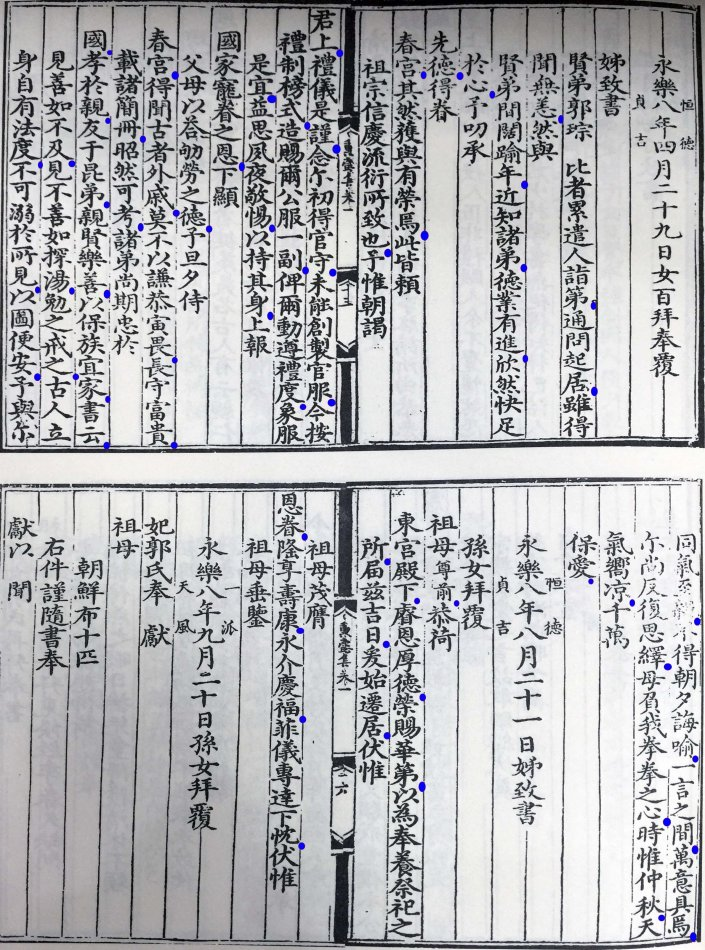
永乐八年八月二十一日，郭氏致祖母严氏家书
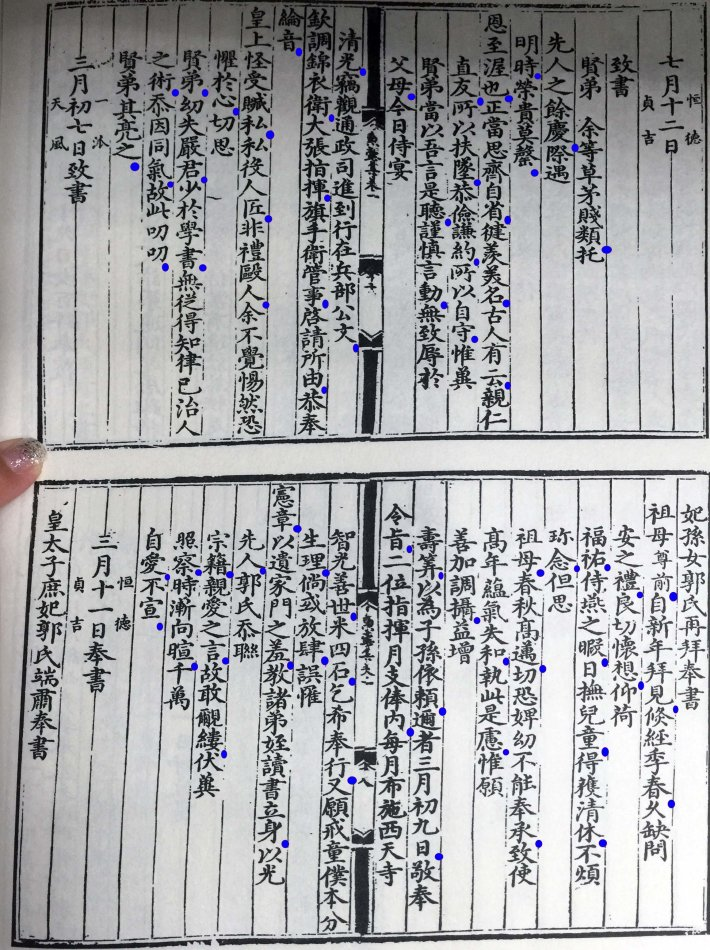
三月七日，郭氏致祖母严氏家书
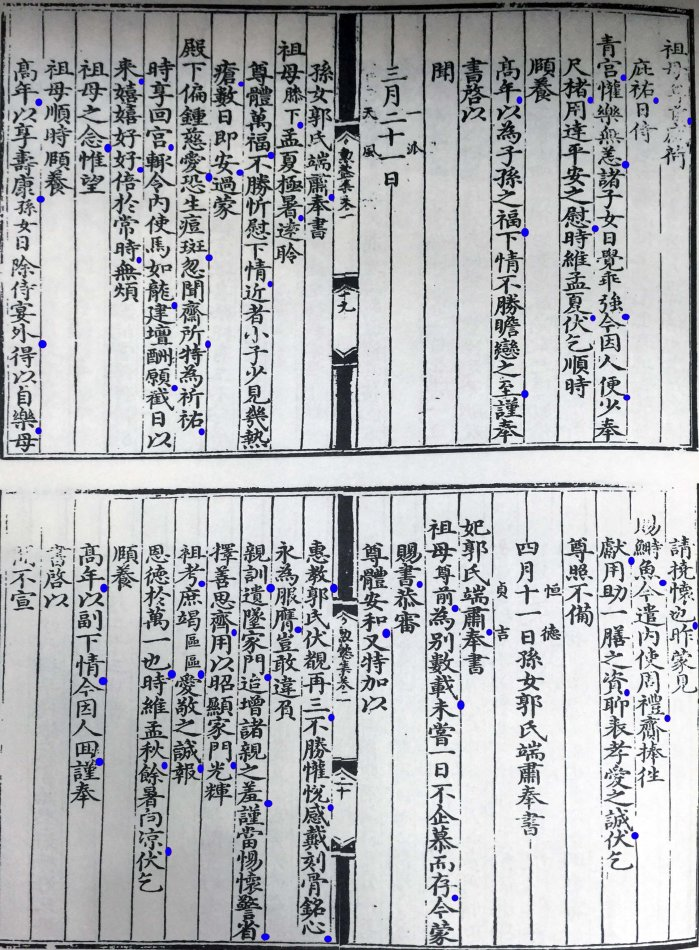
四月十一日，郭氏至祖母家书

## 衍生形象

### 電視劇
| 年份 | 劇名     | 演員   | 剧中称谓                  |
| ---- | -------- | ------ | ------------------------- |
| 2022 | 《尚食》 | 程莉莎 | 太子側妃→貴妃（恭肅貴妃） |

## 备注
1. 1 2 3 4 5 6  羅亨信撰《故镇朔将军总兵官武定侯郭公墓志铭》初收录羅亨信所撰《罗亨信集》之《觉非集·卷四》。与后来出土墓志相比，文字内容多有改动。墓志见于《新中国出土墓志·北京》（一）下册，第71页[2]:57—58。原文如下：父铭，任辽府典宝，后没于国事。母徐氏，实中山王叔都督同知成之女。年未三十丧其夫，誓死教育二子。长曰琮，初授府军卫千户，继陞指挥佥事。次即公，讳玹，字贞白，永乐九年，以世勋子，授锦衣卫指挥佥事，转汉府护卫指挥。二十二年甲辰秋，仁宗皇帝嗣位，召还，超陞左军都督同知。冬十一月，袭封祖父武定侯爵，给赐诰命，追封故父铭为武定侯，祖母严氏封营国公夫人，母徐氏封太夫人，故妻邓氏、继室沐氏俱封夫人[……]没距所生洪武乙亥十月五日。享年五十有三[……]
2. ↑  卯国：旧校改作邦国[4]。
3. ↑  惟谨以育德：广本中本晨本谨作谦，是也[4]。
4. ↑  《郭母太夫人徐氏墓碑铭》见于羅亨信《罗亨信集》之《觉非集·卷四》[2]:58。
5. ↑  《明营国夫人严氏墓志铭》见于2003年、文物出版社《新中国出土墓志江苏南京》下册、第76页[2]:56。